# Cyprien Desgroux
Cyprien Desgroux est un homme politique français, né le 26 septembre 1854 à Romescamps et décédé le 6 février 1927 à Beauvais (Oise).

## Biographie

### Maire de Beauvais
Après une formation d'avocat pénaliste, il devient notaire et est élu maire de Beauvais en 1908, à la tête d'une municipalité radicale qui vient de renvoyer la droite et le maire sortant, Charles-Olivier Hucher, dans l'opposition, il fut ensuite constamment réélu jusqu'à son décès.
Dès son élection, il développe l'école publique, favorisant la création d'un lycée laïque de filles et d'une école primaire supérieure dans l'ancien cloître des Jacobins (actuel Lycée Professionnel des Jacobins), ainsi que plusieurs écoles élémentaires. 
Mais c'est surtout pendant la Première Guerre mondiale qu'il s'illustra, la ville de Beauvais devant faire fréquemment face à des afflux de réfugiés fuyant devant l'avancée des troupes allemandes.

### Député de l'Oise
Élu député de l'Oise à l'occasion d'une élection partielle, en avril-mai 1921, il siège au sein du groupe du parti radical, mais n'eut pas une activité parlementaire très intense, et ne se représenta pas en 1924.
Il meurt en février 1927, en cours de mandat. Il est inhumé au cimetière général de Beauvais.
Son fils, Charles Desgroux, est maire de Beauvais entre 1935 et 1944.

## Sources
- « Cyprien Desgroux », dans le Dictionnaire des parlementaires français (1889-1940), sous la direction de Jean Jolly, PUF, 1960 [détail de l’édition]